# India de Beaufort
India de Beaufort, all'anagrafe India Ewence Beaufort Lloyd (Kingston upon Thames, 27 giugno 1987) è un'attrice britannica, attiva in campo televisivo e cinematografico.

## Biografia
Dopo una serie di piccoli ruoli nella televisione britannica, nel 2009 si è unita al cast di One Tree Hill durante la settima stagione. Successivamente ha recitato anche in Jane stilista per caso e Terapia d'urto, prima di ottenere ruoli ricorrenti nelle serie TV Younger e Veep.
India de Beaufort è sposata dal 2015 con l'attore Todd Grinnell e la coppia ha avuto un figlio.

## Filmografia parziale

### Attrice

#### Cinema
- Run Fatboy Run, regia di David Schwimmer (2007)
- L'altra metà di me (The Better Half), regia di Michael Winnick (2015)
- Kimi - Qualcuno in ascolto (Kimi), regia di Steven Soderbergh (2022)

#### Televisione
- Kröd Mändoon and the Flaming Sword of Fire – serie TV, 6 episodi (2009)
- One Tree Hill – serie TV, 12 episodi (2009-2010)
- Chuck – serie TV, episodio 4x22 (2011)
- Jane stilista per caso (Jane by Design) – serie TV, 18 episodi (2012)
- Terapia d'urto (Necessary Roughness) – serie TV, episodi 3x08-3x09-3x10 (2013)
- How I Met Your Mother – serie TV, episodio 9x06 (2013)
- Chicago P.D. – serie TV, episodi 2x04-2x05-2x08 (2014)
- Castle – serie TV, episodio 7x13 (2015)
- The Night Shift – serie TV, episodio 2x14 (2015)
- Blood & Oil – serie TV, 10 episodi (2015)
- Younger – serie TV, 4 episodi (2016)
- 2 Broke Girls – serie TV, episodio 6x10 (2016)
- NCIS: Los Angeles – serie TV, 4 episodi (2017-2019)
- Veep - Vicepresidente incompetente (Veep) – serie TV, 6 episodi (2017, 2019)
- Kevin (Probably) Saves the World – serie TV, 14 episodi (2017-2018)
- Modern Family – serie TV, episodio 10x11 (2019)
- Giorno per giorno (One Day at a Time) – serie TV, 7 episodi (2019-2020)
- Lo straordinario mondo di Zoey (Zoey's Extraordinary Playlist) – serie TV, 5 episodi (2020)
- L'estate in cui imparammo a volare (Firefly lane) - serie TV (2023)
- Giudice di notte (Night Court) - serie TV (2023-2024)

#### Doppiatrice
- Tutti pazzi per Re Julien (All Hail King Julien) – serie animata, 65 episodi (2014-2017)
- Lui è Pony (It's Pony) – serie animata, 21 episodi (2020-in corso)
- Fast & Furious - Piloti sotto copertura (Fast & Furious Spy Racers) – serie animata, 7 episodi (2021)

## Doppiatrici italiane
- Ilaria Latini in Chicago P.D.
- Joy Saltarelli in Castle
- Mariagrazia Cerullo in L'estate in cui imparammo a volare